# Johann Georg Neumann

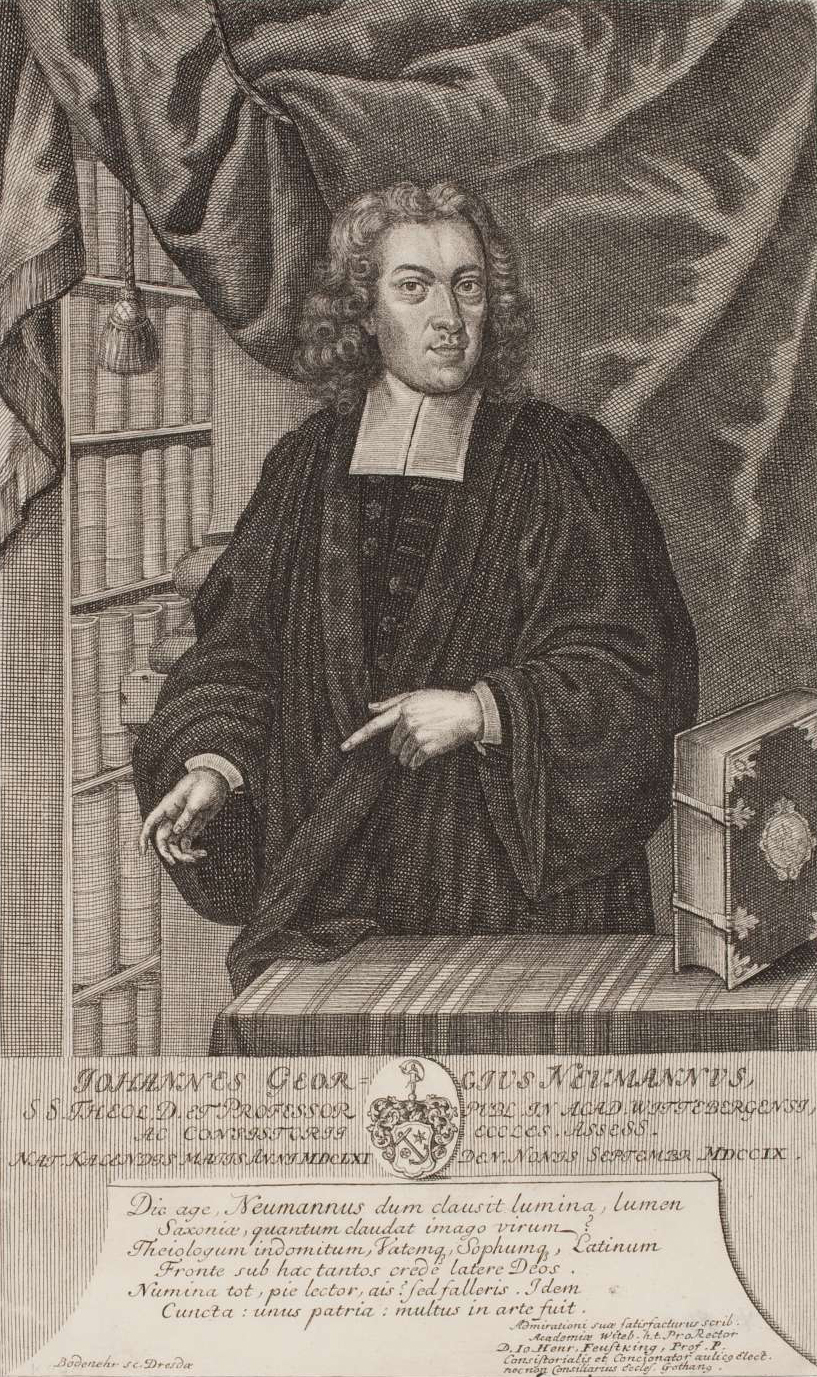
Johann Georg Neumann – Zeitgenössischer Kupferstich von Moritz Bodenehr

Johann Georg Neumann (* 1. Mai 1661 in Mörz; † 5. September 1709 in Wittenberg) war ein deutscher lutherischer Theologe und Kirchenhistoriker.

## Leben
Geboren als Sohn von Johann Georg Neumann, Pfarrer in Mörz von 1653 bis 1691, und seiner Frau Maria (geb. Lobbin), erlebte er seine ersten Kindheitsjahre an seinem Geburtsort. Sein Vater übernahm zunächst seine Ausbildung. Danach besuchte er ab 1676 das Gymnasium in Zittau, beschäftigte sich mit Poetik, Rhetorik, erlernte intensiver die Sprachen. Am 15. Mai 1680 bezog er die Universität Wittenberg. Da sein Vater über keine großen finanziellen Mittel verfügte, um ihm ein Studium zu ermöglichen, erwarb sich Neumann bereits ein Jahr nach der Aufnahme mit der Disputation „de copula propositionis“ unter Christian Donati am 25. April 1681 den akademischen Grad eines Magisters an der philosophischen Fakultät.
Während seiner Studienzeit fand er im Haus von Michael Walther dem Jüngeren Aufnahme, durch dessen Umgang er gefördert wurde. 1682 unternahm er mit Christian Vater eine Bildungsreise nach Straßburg. Zurückgekehrt nach Wittenberg erwarb er sich das Recht, an der Universität Vorlesungen zu halten, und wurde am 27. September 1684 Adjunkt an der philosophischen Fakultät. Da seine Vorlesungen einen breiten Zuspruch fanden, wurde ihm die Professur der Poetik angetragen, die er am 23. Mai 1690 antrat und im Wintersemester 1690 das Dekanat der philosophischen Fakultät ausfüllt.
Dennoch wollte Neumann sich der Theologie widmen. Nachdem er mit der Disputation „de consursu Dei“ als Kandidat der Theologie aufgenommen worden war (was vergleichbar mit einem Baccalaurat der Theologie ist), begann er mit großem Erfolg Predigten zu halten. Daraufhin wurde man am Dresdner Hof auf ihn aufmerksam, so dass man ihm eine Hofpredigerstelle anbot und auch eine Stelle in Lübeck, die er jedoch im Hinblick auf eine akademische Karriere ablehnte. Als 1692 sein Förderer Michael Walther gestorben war, bot sich an der Theologischen Fakultät die Möglichkeit, eine Professorenstelle zu erhalten.
Daraufhin wurde er am 24. August 1692 Lizentiat der Theologie und promovierte am 11. Oktober desselben Jahres unter Kaspar Löscher zum Doktor der Theologie. In der Folge übernahm er die ordentliche vierte Professur an der Theologischen Fakultät und verwaltete damit die kurfürstlichen Stipendiaten. Nach zwölf Jahren rückte er 1706 auf die dritte Professur auf, wurde Assessor am Wittenberger Konsistorium. Nach einem weiteren Aufstieg übernahm er das Amt des Propsts an der Wittenberger Schlosskirche. Nebenbei war er Verwalter der Bibliothek der Universität, die er mit seiner Professur Poetik übertragen bekommen hatte.
Als Vertreter der lutherischen Orthodoxie war er ein vehementer Gegner der neuen Ideen des Pietismus. Dabei war er aktiv an den Kontroversen der damaligen Zeit beteiligt und trat vor allem mit Kritik an Philipp Jacob Spener hervor. Von ihm stammen mehrere Abfassungen zu historischen Personen der evangelischen Kirchengeschichte.
Neumann war zwei Mal verheiratet. Christiane Elisabeth Höltich (* 1674 in Wittenberg; † 16. oder 17. Dezember 1701, beigesetzt am 26. Dezember in der Stadt- und Pfarrkirche St. Marien in Wittenberg), die Tochter von Franz Heinrich Höltich und Sabina Dorothea Höltich, geborene Leyser (* 19. Mai 1654 in Wittenberg; beigesetzt am 1. Juni 1702 beim Altar der Stadt- und Pfarrkirche), Tochter von Caspar Leyser, heiratete er im April 1698. Aus dieser Ehe ging ein Sohn hervor. Die Mutter von Cristiane Elisabeth, Sabina Dorothea (geb. Leyser, verw. Höltich, verw. Donati) stiftete ein Stipendium, das Donatsche Stipendium, für die Nachkommen von Johann Georg Neumann. Nach dem Tod von Christiane Elisabeth heiratete er am 22. Februar 1703 Beata Christina Leyser (* 11. Februar 1687 in Wittenberg), Tochter von Wilhelm Leyser II. und Christina Leyser, geb. Strauch, Tochter von Augustin Strauch. Johann Georg hatte einen älteren Bruder, Andreas Neumann (* 27. Februar 1657 in Mörz; † als Pfarrer von Wittbrietzen am 16. Dezember 1731), der auch zweimal verheiratet war. Johann Georgs Schwester Salome heiratete den Magister Johann Jahn und hatte mit ihm den Sohn Johann Wilhelm Jahn.
Johann Georg Neumann starb an einer aufgebrochenen Geschwulst. Er wurde am 8. September 1709 in der Schlosskirche, unweit des Grabes von Martin Luther beigesetzt. Kaspar Löscher und Gottlieb Wernsdorf der Ältere hielten ihm Gedächtnisreden.

## Schriften
- Disputatio philossophica de radice dubitationis philosophicae. (Resp. Heinrich Bernhard Oldeland) Fincel, Wittenberg 1682. (Digitalisat)
- Disputatio Philosophica De Affectuum Indifferentia. (Resp. Christian Förster) Brüning, Wittenberg 1682. (Digitalisat)
- Exercitatio historica de originibus cognominum. (Resp. Antonius Laurentius Altmann) Fincel, Wittenberg 1682. (Digitalisat)
- Disputatio Historico-Moralis De Dissimilitudine Staturae. (Resp. Andreas Martin Cannabaeus) Fincel, Wittenberg 1683. (Digitalisat)
- Disputatio Philologica De Spongia Ori Christi Admota. (Resp. Johannes Friederich May) Fincel, Wittenberg 1683. (Digitalisat)
- Disputatio philosophica de jure naturae Hobbesiano. (Resp. Johann Wilhelm Pfennigk) Fincel, Wittenberg 1683.
- Disputationem Philosophicam De Syllogismi Beneficio In Oratoria. (Resp. Johann Christoph Uschner) Fincel, Wittenberg 1683. (Digitalisat)
- Disquisitio historica de Fausto praestigiatore. (Resp. Karl Christian Kirchner) Henckel, Wittenberg 1683. (Digitalisat)
- Dissertatio politica qua optimam reipublicae formam verbis … C. C. Taciti expressam exhibet. (Resp. Johann Christoph Rascher) Bruning, Wittenberg 1684. (Digitalisat)
- Dissertatio Historica, De Philippo Arabe Primo, ut videtur, Christianorum Imperatore. (Resp. Johann Christian Ulrich) Fincel, Wittenberg 1684. (Digitalisat)
- Dissertatio De retractationibus patrum. (Resp. Peter Hojer) Wittenberg 1716.
- Dissertatio de parallelis historicis. Wittenberg 1685, 1716.
- Disputatio philologica de metaphrastis qui N. T. Graeco carmine expresserunt. (Resp Johann Franziscus Budaeus) Fincwl, Wittenberg 1686. (Digitalisat)
- Disputatio historica de regibus, pontificis Romani stipendiariis. (Resp. Johann Gerog Cichorius) Fincel, Wittenberg 1686. (Digitalisat)
- Dissertationem historico criticam de psalterio Salomonis. (Resp. Georgius Janenskius) Fincel, Wittenberg 1687. (Digitalisat)
- Dissertatio politica de simulatione morbi. (Resp. Johannes Petrus Theile) Schroedter, Wittenberg 1688. (Digitalisat)
- De methodo Augustiniana contra Walenburchios. (Resp. Martinus Lubath) Henckel, Wittenberg 1689. (Digitalisat)
- De parabola. (Resp. Georg Salemann) Henckel, Wittenberg 1690. (Digitalisat)
- Dissertatio de imaginibus fluviorum. (Resp. Christian Heinrich Ambders) Schultz, Wittenberg 1641. (Digitalisat)
- Positiones miscellaneae ex humanitate poetica. (Resp. Hieronymus Dathe) Henckel, Wittenberg 1690. (Digitalisat)
- Disputatio Theologica Solennis, De Chiliasmo, ut vocant, Subtilissimo, Generatim examinato, strictimque reiecto. (Resp. Johann Georg Roeser) Schroedter, Wittenberg 1694. (Digitalisat)
- De regno chiliastarum iam dudum praeterlapso, ex Apoc. XX. (Resp. Christian Fuchs) Kreusig, Wittenberg 1694. (Digitalisat)
- Exercitatio theologica de seculo maioris revelationis. (Resp. Johann Friedrich Frosch) Kreusig, Wittenberg 1695. (Digitalisat)
- Disputatio Theologica, Qua Sententiam B. Lutheri De Judaeorum Conversione, Rom. XI, 25, 26. seqq. defendent. (Resp. Johann Heinrich Feustking) Kreusig, Wittenberg 1696. (Digitalisat)
- Disputatio V. Anti-Chiliastica, Qva Sententiam B. Lutheri De Excidio Anti-Christi, 2. Thess. II, 8. defendent. (Resp. Johann Heinrich Knoblach) Kreusig, Wittenberg 1695. (Digitalisat)
- Disputatio theolohgica de papatu ecclesiae orthodoxae. (Resp. Christian Ernest Mussick) Kreusig, Wittenberg 1696. (Digitalisat)
- De Reformatismo, Ecclesiae Nostrae Intentato. (Resp. Jpohann Heinrich Feustking) Kreusig, Wittenberg 1697. (Digitalisat)
- Disputatio theologica de passione Christi cruenta vicaria, ex Oraculo Petr. epist. I. cap. I. v. 18 et 19. (Resp. David Ludwig Hill) Fincel, #wittenberg 1696. (Digitalisat)
- Disputatio theologica de eo quod in divinis distinguitur contra Socinianos. (Resp. Georg Friedrich Schöer) Meyer, Wittenberg 1692. (Digitalisat)
- Dispositio inauguralis de palma ab angelicis non intervertenda, ex Col. II, 18. (Resp. Joachim Weichmann) Meyer, Wittenberg 1692. (Digitalisat)
- Disputatio Theologica, De Descensu Christi Ad Inferos, ex I. Petr. III, vers. 18. 19. (Resp. Wilhelm Francke) Schrödter, Wittenberg 1694. (Digitalisat)
- Unctio Omnia Docens, Qvam Disputatione Theologica Ex I. Joh. II. v. 20. usque ad 27. Vires largiente ac conservante, ipsâ Unctione coelesti, sive Oleo laetitiae Spiritu Sancto. (Resp. Daniel Ventzcki) Meyer, Wittenberg 1694. (Digitalisat)
- Dissertatio historico-theologica de conditoribus Symboli Apostolici. (Resp. Johannes Benedict Sillig) Meyer, Wittenberg 1794. (Digitalisat)
- Disputatio theologica de parallelismo Sanctae Scripturae. (Resp. Johann Gotthard Gander) Kreusig, Wittenberg 1694. (Digitalisat)
- Exercitatio Theologica ex Matth. XXIII, vers. 1.2.3., de audiendis doctoribus etiam hypocritis, dum verbum Dei recte profitentur. (Resp. Johann Christoph Harnisch) Kreusig, Wittenberg 1697. (Digitalisat)
- Exercitatione theologica Petrum a Petro alienum, occasione Luc. 22, 31. (Resp. Petrus Alinus) Schrödter, Wittenberg 1697. (Digitalisat)
- Disputatio Solennis, De Justificatione, contra qvasdam corruptelas Novatorum nostri temporis. (Resp. Christian Gotthelff Blumberg) schördter, Wittenberg 1698. (Digitalisat)
- De auctoritate librorum symbolicorum. (Resp. Gottlieb Wernsdorf) Kreusig, Wittenberg 1698. (Digitalisat)
- Disputatio Theologica Solennis, De Termino Salutis Humanae Peremptorio. 1700. (Resp. Georg Sigismund Green) Kreusig, Wittenberg 1700. (Digitalisat)
- Disputatione theologica solennis qua status controversiae in hypothesi, de termino salutis peremptorio evolvitur. (Resp. Johann Georg Neumann) Editio Tertia 1700. (Digitalisat)
- Disputatio theologica de differentia actuum divinorum regenerationis, iustificationis, et sanctificationis. (Resp. David Benjamin Gerber) Schultz, Wittenberg 1700. (Digitalisat)
- Disputatio Theologica qva Invictum V. T. Testimonium De Spe Melioris Vitae Ex Psalm. XVII, 15. sistet. (Resp. Johannes Schönfeld) Kreusig, Wittenberg 1701. (Digitalisat)
- Disputatio theologica de praeconio legis et evangelii, in praxi assidue coniungendo. (Resp. Adrian Barffe) Schrödter, Wittenberg 1701. (Digitalisat)
- Disputatio theologica de tempore gratiae divinae non nisi cum morte hominis elabente. (Resp. Johannes Godofredus Pyrlaeus) Kreusig, Wittenberg 1701. (Digitalisat)
- Disputatio Theologica Solennis De Peccato Sub Spe Veniae Commisso. (Resp. Florian Klepperbein) Kreusig, Wittenberg 1702. (Digitalisat)
- Dissertatio theologica de missionariis pontificiorum. (Resp. Johannes Laurentius Hoderrieder) Gerdes, Wittenberg 1702.
- Disputatio Theologica De Mensura Peccatorum Impleta, Gen. XV, 16. Matth. XXIII, 23. (Resp. Justus Christian Uthen) Kreusig, Wittenberg 1702. (Digitalisat)
- De fundamento benevolentiae Dei universalis. (Resp. Gerhard Vogt) Meyer, Wittenberg 1703. (Digitalisat)
- Disputatio theologica de emundatione sanguinis Christi iustifica. (Resp. Johann Polycarp Goelner) Meyer, Wittenberg 1703. (Digitalisat)
- Schilo princeps pacis, Genes. 49, 10. (Resp. Paul Berger) Meyer, Wittenberg 1704. (Digitalisat)
- Dissertatio Solennis, De Huberianismo, falso nobis imputato. (Resp- Johannes Bossek) Meyer, Wittenberg 1704. (Digitalisat)
- De Praedestinatione Et Reprobatione Infantvm. (Resp. Christoph Heinrich Zeibich) Gerdes, Wittenberg 1704. (Digitalisat)
- De Christianismo Stoico, hodie redivivo. Meyer, Wittenberg 1706.
- Disputatio Theologica De Bona Intentione, Plerorvmque Omnium Sectariorum Asylo. (Resp. Balthasar Geyder) Schulz, Wittenberg 1706, 1711. (Digitalisat der Ausg. 1706)
- Dispvtatio Inavgvralis De Poenitentia Solenni. (Resp. Christoph Heinrich Zeibich) Gerdes, Wittenberg 1706. (Digitalisat)
- Disputatio theologica de brabeo ante victoriam, seu de coelesti beatitudine huius vitae . (Resp. Michael Pinsdörfer) Gerdes, Wittenberg 1707. (Digitalisat)
- Disputatio theologica solennis qua articulus de iustificatione ut centrum Christianae fidei et Lydius lapis dignoscendi haereticos et sectarios. (Rsp. Salomon Deyling) Gerdes, Wittenberg 1707. (Digitalisat)
- Dispvtatio Theologica De Canone Sanctae Scriptvrae Obsignato. (Resp. Gottfried Victor Moehring) Haken, Wittenberg 1707. (Digitalisat)
- Trinitatem Platonismi Vere Et Falso Svspectam. (Resp. Johann Wilhelm Janus) Meyer, Wittenberg 1708. (Digitalisat)
- Doctrina de regeneratione a corruptelis sectariorum nostri potissimum temporis vindicata. (Resp. Johann Jacob Heus) Gerdes, Wittenberg 1708. (Digitalisat)
- Disputatio Theologica De Pseudapostolis Veteri Et Recentiori Ecclesiae Infensis. (Resp. Johann Adam Calo) Gerdes, Wittenberg 1798. (Digitalisat)
- Dispvtatio Theologica, De Lege, Per Fidem Stabilita, ex Rom. III, 31. (Resp. Johann Heinrich Barth) Gerdes, Wittenberg 1708. (Digitalisat)
- Deismus in Theosophia deprehensus. (Resp. Johann Georg Hocheisen) Meyer, Wittenberg 1709. (Digitalisat)
- De praeconio evangelii ante diem extremum solenniter iterando. (Resp. Andreas Kunat) Kreusig, Wittenberg 1699. (Digitalisat)
- Disputatio Theologica Solennis, De Fide Aliena. (Resp. Heinrich Pipping) Gerdes, Wittenberg 1709. (Digitalisat)
- Dissertatio Theologica De Autoritate Clavis Solventis & Ligantis, Hodie variae impugnata. (Resp. Moritz Caspar Härtel) Schulz, Wittenberg 1699. (Digitalisat)
- De pontifice Novi Testamenti, ex Hebr. VII, 26. 27. (Resp. Benjamin Neumann) Meyer, Wittenberg 1699, 1703. (Digitalisat der Ausg. 1703)
- Dissertatio Theologica De Illuminatione. (Resp. Johann Christian Kleber) Fincel, Wittenberg 1699. (Digitalisat)
- de perfectismo, regenitis attributo. (Resp. Johann Nicolaus Kempe) Meyer, Wittenberg 1699, 1706. (Digitalisat der Ausg. 1699)
- de absolutione & confessione.[10]
- Disputatio Solennis, Qua Nexum Et Discrimen Donorum Gratiae, Ex Tabulis Vocationis Paulinae Act. XXVI, 17, 18. Sistet. (Resp. Gottlieb Wernsdorf) Schulz, Wittenberg 1699. (Digitalisat)

### Programme
- de laude Poesos. 1690.
- de fidei analogia. 1693.
- de notis dignoscendi veros & falsos prophetas. 1693.
- de fide evangelica ad Svecos propagata. 1693.
- de paupertate Christi & aerario Apostolorum. 1693.
- de computo tridui, quod Christus in sepulchro traduxit. 1694.
- de quaestione: Zelusne an lenitas ad componendas in ecclesia lites magis expediat? 1694.
- de Theologorum reliquiis sancte asservandis. 1694.
- de Divinitate Christi prioribus tribus seculis sere extra controversiam posta. 1695.
- de orione Paschali S. Petri de resurrectione Christi. 1696.
- de adventu Christi, quam fidus sermo sit? I. Tim. I. 15.
- de miraculo Jonae ab empaectis vindicato. 1698.
- de Fanaticorum effugio, quod in potentia Dei quaerunt, ubi de voluntate ejus nihil revelatum habent. 1699.
- de praetextu abusuum, quo innovandi pruritum exculpare soliti sunt Fanatici. 1700.
- de amphiboliis Fanaticorum. 1700.
- de fortibus biblicis Pietistarum. 1700.
- de auctore rixae in certamine Pietistico. 1702.
- de contradictione Spenero- Boesiana & Rechenbergina in Controversia de termino peremtorio. 1702.
- Disputatio pietistica cum M. Steinfeldio Hallensi habita. 1702.
- De veritate resurrectionis Christi, contra Celsum et Spinosam. Wittenberg 1722.
- An Christi natales Augusto etiam Rom. Imperatori innotuerint. 1703.
- de merito resurrectionis Christi contra Socinum vindicato. 1704.
- de probatione spiritus Fanatici Johannea. 1705.
- De revelationum angelicarum post excessum apostolorum silentio. 1706.
- de meritis Regum Svecicorum in Academiam Wittenbergensem. 1706.
- de unctione Fanatica & vere Christiana. 1707.
- de angelo redemptore Contra Jo. Clericum. 1707.
- An impiis etiam Spirius S. quoddam illuminationis donum impertiat. Wittenberg 1709.
- de veteris ecclesiae more, quo nemini conferebatur Episcopi dignitas, nisi Lector aut Diaconus ante fuisset. 1695.
- de officiis Theologiae cultoris. 1696.
- de resurrectione gemina contra Chiliastas novos. 1700.
- de contemtu Dei malorum omnium causa. 1706.
- Vita David Rungii. 1703.
- Vita D. Aegidii Hunni. 1704.
- Vita D. Leonh. Hutteri. 1706.
- Vita D. Georgii Mylii. 1707.
- Vita D. Fried. Balduini. 1709.
- Vita Wolffg. Franzii 1709.
- de magnitudine sacr. Natalitiorum Christi.
- de resurrectione Platonica.
- de cognitione Dei.
- de illuminatione.

### Predigten
- Antrittspredigt in der Schlosskirche zu Wittenberg über 2. Tim. III. 3. 1692.
- Gedächtnis Predigt am Reformationsfeste über Joh. V. 35. 1695.
- Gedächtnis Predigt am Reformationsfeste über 2. Cor. XI. 13-15. 1698.
- Die, alten Sündern unverschlossene, göttliche Gnaden-Thüre am 22. Sonntage nach dem Trinitatsfeste. 1701.
- Das rechtgläubige Zion in den letzten Zeiten der Welt, am UniversitätsJubiläo. 1702.

### Andere Schriften
- Oratio in Jubilaeum Svecicum an. 1693. 1693.
- Oratio de tumulo, B. Lutheri adhuc inviolato. 1707.
- Chiliasmus subtilissimus, qui hodie ecclesiam infestare coepit, disputationem aliquot academicus excussus, et confutatus, tractatus elenchtico-apologeticus, Ph. Ja. Spenero potissimum oppositus. Kreusig, Wittenberg 1696. Editio quarta, 1715.
- Prodromus Anti-Spenerianus oder kurtze Entdeckung der grundlosen Sache D. Speners. 1695.
- Erörterung der Frage vom Termino salutis peremtorio oder der von Gott bestimmten Gnadenzeit. 1700.
- Ausführliche Erörterung der Frage vom göttlichen Gnadentermin. 1701.
- Synopsis errorum fanaticorum, quos Tremuli moderni fovent, disputationibus aliquot academicis exposita, Disputatio I. praeliminaris. (Resp. Christian Fuchs) Kreusig, Wittenberg 1693. (Digitalisat)
- Primitiae Dissertationvm Academicarvm, Historici potissimum, & Philologici argumenti. Zimmermann, Wittenberg 1700. (Digitalisat)
- Programmata Academica Theologici potissimum & Historici argumenti. 1707. 4. Auflage 1722
- Standhaffte Verteidigung seiner wider die himmlischen Propheten gehaltenen Lectionen.
- Abgedrungene Ehren-Rettung, Worinn Mit wenigen dargethan wird, daß er, an den bißher divulgirten Schmäh-Schrifften keinen Antheil habe, auch derer keines veranlasset, Wobey denn einige darinn enthaltene Unwarheiten in Christlicher Bescheidenheit abgewiesen werden. Kreusig, Wittenberg 1699. (Digitalisat)
- Theologia aphoristica in qua sententia orthodoxa, recentioribus potissimum adversariis opposita succinctis aphorismis perspicue proponitur, & selectis argumentis confirmatur. Zimmermann, Wittenberg 1710, 1718. (Digitalisat der Ausg. 1718)
- Bedenken von der neuen Stutgardischen Bibel.[11]